# ANK Mladost Zagreb
Akademski nogometni klub Mladost bio je hrvatski nogometni klub iz Zagreba.
Osnovan je 12. lipnja 1945. kao dio Fizkulturnog društvo studenata Akademičar koje je osnovano u svibnju 1945. Na sjednici Akademičara referent nogometne sekcije Ratko Viličić obvezao se da će preuzeti rekvizite od prijeratne nogometne sekcije HAŠK-a i da će raditi na osposobljavanju igrališta u Maksimiru. U upravnom odboru kluba bili su Ivan Ico Hitrec, Ivan Medarić, Dragutin Friedrich i Bruno Knežević.
Akademičar se tijekom prosinca 1946. ujedinjuje s Omladinskim fizkulturnim društvom Mladost u Omladinsko studentsko i fizkulturno društvo Mladost. Godine 1951. preimenovan je u Akademsko sportsko društvo Mladost. U siječnju 1955. nogometna sekcija prestaje biti dijelom društva te nogometaši u ožujku 1955. osnivaju vlastiti klub koji se tijekom srpnja 1956. spaja s Vrapčom. Klub djeluje pod imenom Mladost, a domaće utakmice igra u Vrapču.

## Natjecanja i uspjesi
Prva utakmica odigrana je u rujnu 1945. godine protiv Fiskulturnog društva Rijeka (3:0). Klub je nastupao u prvenstvima Zagreba. U sezoni 1946./47. klub je osvojio drugo mjesto u Prvenstvu Zagreba i drugo mjesto u Zagrebačkom kupu. Juniorska momčad Mladosti u sezoni 1946./47. osvojila je prvenstvo Zagreba ispred momčadi Dinama, Metalca, Slavena, Zagreba, Jedinstva i Miliconera. Omladinsko prvenstvo Hrvatske osvojili su 1947. godine. 

## Zanimljivosti
Prijava Mladosti za prednatjecanje prvog poslijeratnog prvenstva stigla je sa zakašnjenjem te tako momčad nije nastupila u Prvenstvu Zagreba 1946. godine.